# Meersporenopname
In de geluidsopnametechniek is de meersporentechniek ontwikkeld om betere controle te hebben bij de opmaak van het geluidsbeeld ten behoeve van de definitieve registratie.

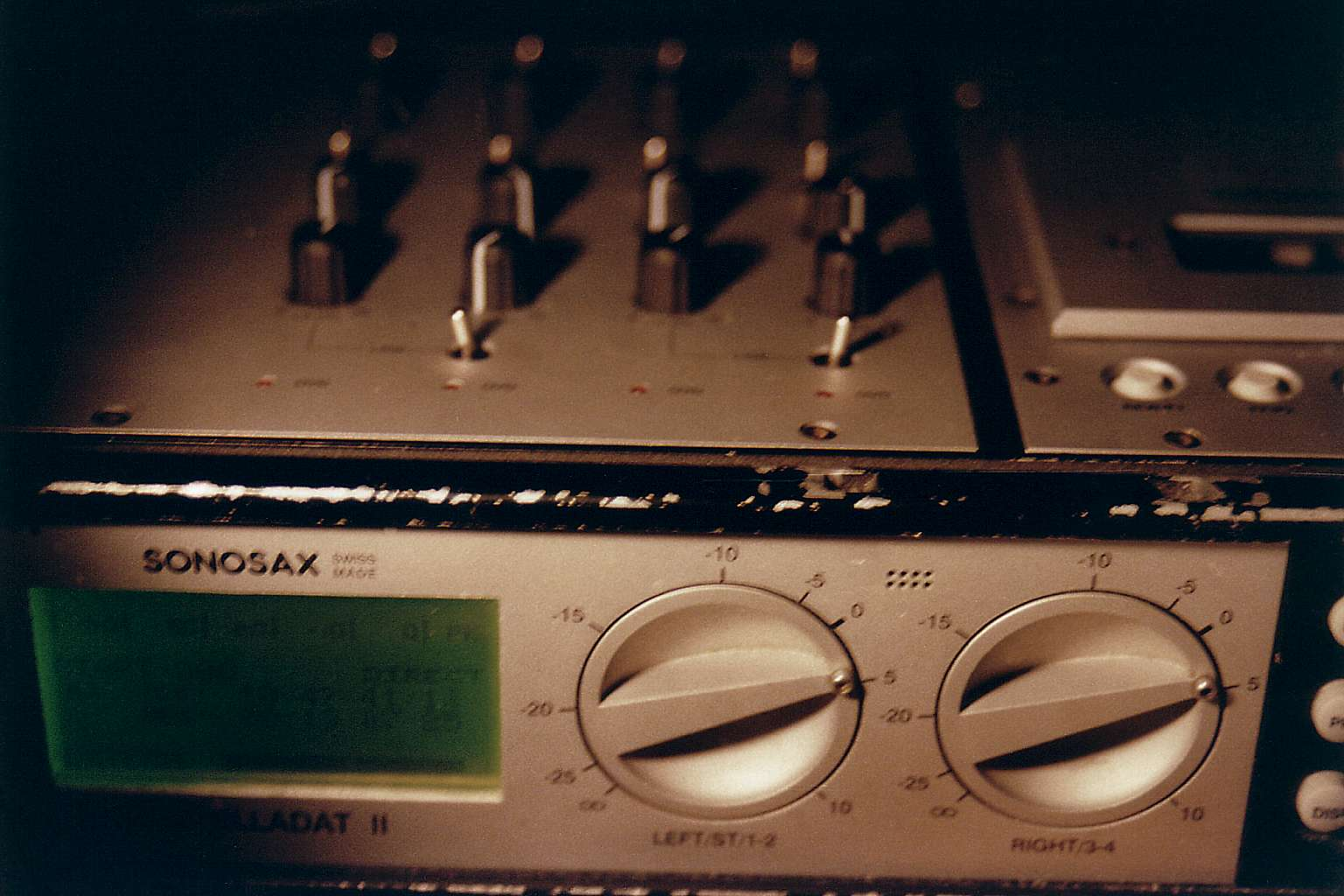
De Sonosax Stelladat II dat-recorder. Deze kan twee of vier sporen tegelijk opnemen of afspelen.

Een magneetband loopt bij meersporenopname langs een meervoudige opname-/weergavekop, vanzelfsprekend evenveel koppen als er sporen worden verlangd. Een 64-sporentechniek is niet uitzonderlijk (er is weleens 256 en meer sporenrecorder op de markt geweest, deze had slechts een enkele kop die met een mechanisme in hoogte werd versteld. Zeer geschikt voor een jukebox maar niet voor de hier bedoelde techniek).
Alle sporen op de band kunnen apart worden geregeld, terwijl op een enkelspoorband de opname van alle instrumenten in een orkest tegelijkertijd werd vastgelegd. Doordat ook per spoor kan worden opgenomen kan in feite op een leeg spoor muziek worden toegevoegd bij de bestaande opnamen. Op deze wijze zijn er nogal wat one-man-bands van musici die alle instrumenten uit het orkest zelf kunnen bespelen.
In veel moderne geluidsstudio's wordt gebruikgemaakt van digitale opnameapparatuur. Hierbij is de harde schijf het opslagmedium in plaats van een sporen-bandrecorder. Veel professionele muzikanten echter geven toch de voorkeur aan analoge opnamen, omdat deze warmer klinken. Veel hiphop en house-artiesten die hun muziek digitaal opnemen mixen deze mede om die reden achteraf af op een bandrecorder.

## Geschiedenis

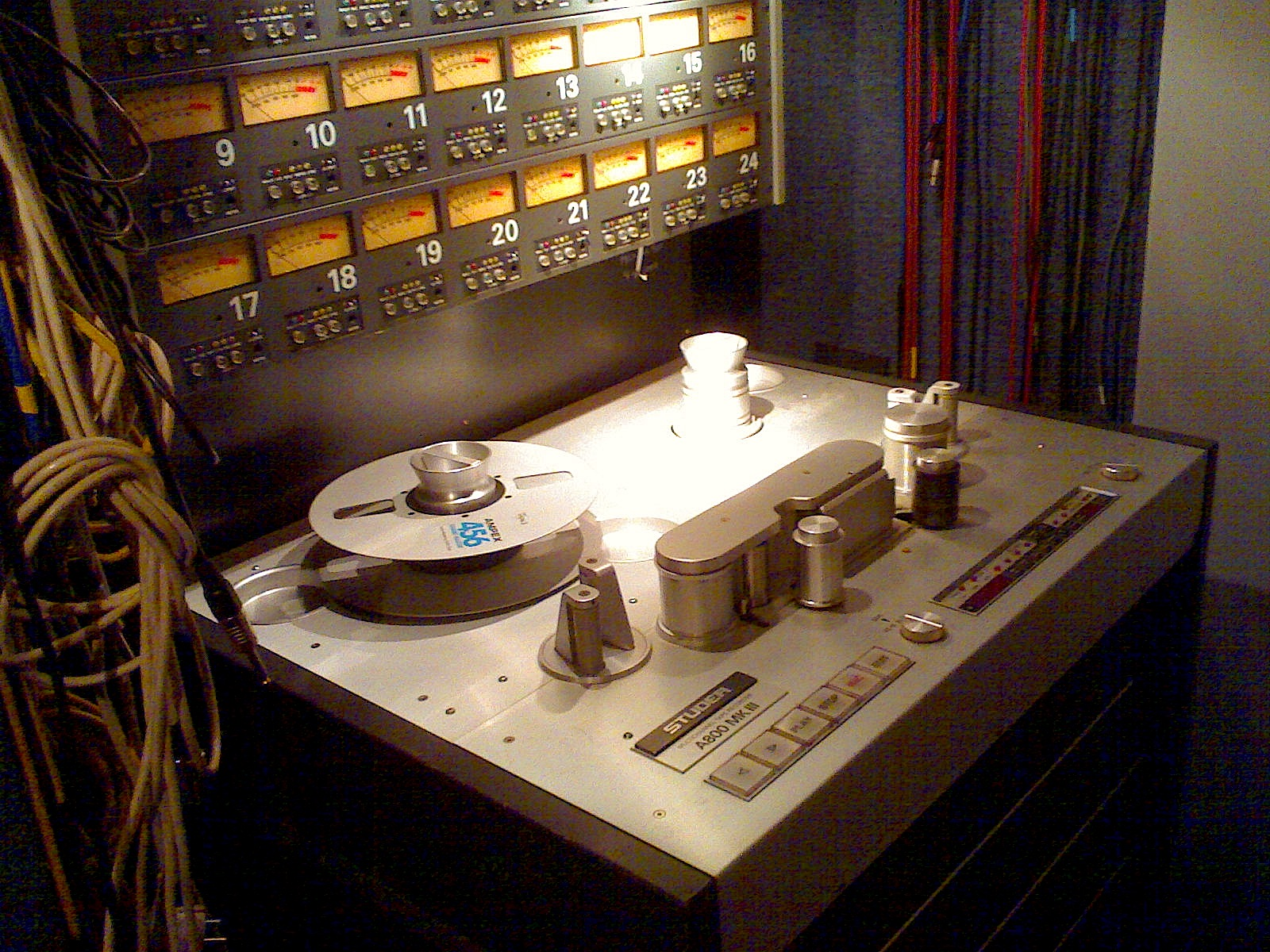
Studer A800 MK III, een 24-sporen analoge bandrecorder voor professionele toepassing in opnamestudio’s

Een van de eerste mensen die actief bandrecorderopnamen maakte en daarmee muziek verzamelde was Alan Lomax, maar hij deed dat met een eenspoorbandopnemer.
Les Paul vond de sound-on-sound techniek uit om met een eenspoorbandrecorder toch in meerdere sessies muziek op te kunnen nemen. De ontwikkeling van meersporenopnemers is onduidelijk. Les Paul beweert dat Ampex op zijn verzoek de eerste meersporenbandopnemer bouwde op basis van een opnemer voor televisieprogramma's. Ampex zelf beweert dat ze in 1954 de eerste meersporenbandopnemer bouwde op basis van een meersporen data-opnameapparaat.
Midden jaren zestig kreeg de meersporenrecorder grote bekendheid doordat The Beatles er gebruik van maakten. Na de twee-, drie- en viersporenrecorder werden de 8-, 16- en uiteindelijk de 24-sporenrecorder ingezet. Tot aan het digitale tijdperk werden de analoge meersporenrecorders in de professionele opnamestudio's gebruikt. In de grotere studio's was het mogelijk om twee of meer recorders synchroon te laten werken. Hierdoor was het mogelijk om met twee 24-sporenrecorders een 46-sporige productie te maken. De eerste kanalen van deze beide recorders werden dan gebruikt om een (digitale) wordclock timestamp in te plaatsen. De mixen werden hierdoor wel zo complex dat men soms met vijf technici aan de mengtafel zaten bij de afmix. Automatisering van de mengtafel bestond namelijk tot begin jaren tachtig nog niet. 

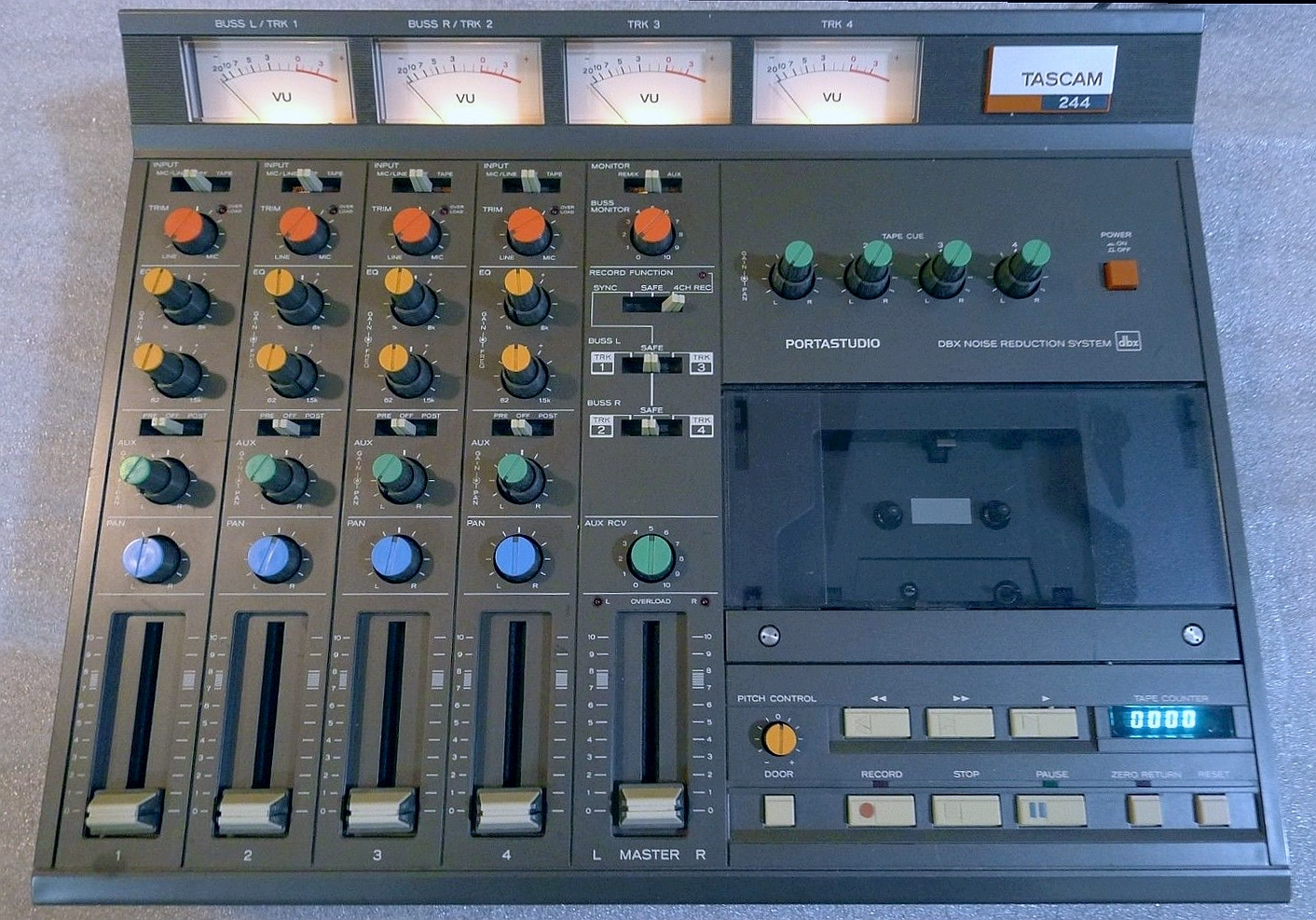
Tascam Portastudio

In 1979 bracht Tascam de eerste Portastudio op de markt waarmee meersporenopname ook voor de amateur beschikbaar kwam. Dit was een cassetterecorder waarin normale cassettebandjes gingen. De vier sporen die op zo’n band zitten werden allen in dezelfde richting opgenomen en afgespeeld. De cassette werd dus niet zoals in normale cassetterecorders omgedraaid. Daarnaast was de portastudio met een aantal voorversterkers en een vier-kanaals mengpaneeltje uitgevoerd.

### Digitale revolutie

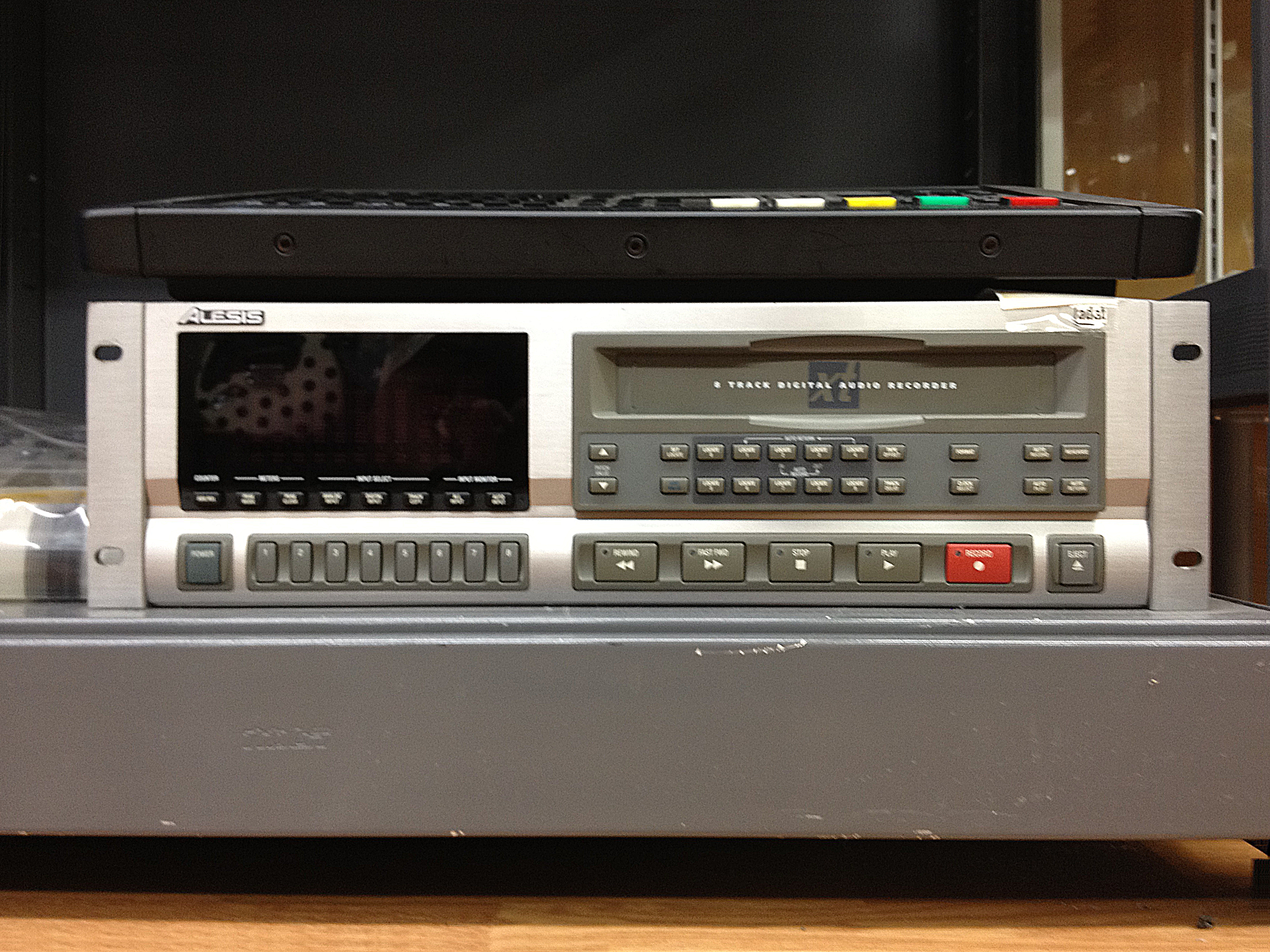
Alesis ADAT XT, een achtsporen digitale audio recorder

In 1991 werden door Alesis  de eerste ADAT-recorders op de markt gebracht. Dit waren digitale achtsporige bandrecorders waarin digitaal geformatteerde S-VHS-bandcassettes als opslagmedium werden geplaatst. Het was mogelijk om meerdere ADAT-recorders te koppelen. Met de groei van de opslagcapaciteit van harddisks werden de ADAT-taperecorders vervangen door Harddisk-recorders die verder vrijwel dezelfde werking en aansluitingen hadden. De opnamekwaliteit ging van 16 bit naar 20 bit en uiteindelijk werd 24 bit de standaard van dergelijke recorders waarbij een bitrate van 44.1 kHz of 48 kHz kon worden gekozen. Op sommige apparaten was het mogelijk om nog hogere bitrates te gebruiken, maar dat ging in die tijd nog ten koste van het aantal te gebruiken opnamekanalen. Begin jaren 2000 waren de achtsporen harddiskrecorders al nauwelijks meer in gebruik en was 24 sporen per apparaat de standaard. Echter was de computer met randapparatuur en opname software met effecten in de meeste studio’s de meersporenrecorder, de mengtafel en de effectapparatuur gaan vervangen. Voor amateur-muzikanten kwamen er ook alles-in-een harddiskrecorders-workstations op de markt waarop ze gelaagd hun demo’s konden opnemen. Deze kunnen als geavanceerde opvolgers van de Portastudio worden gezien.